# Sant Llorenç d'Oix
Sant Llorenç d'Oix és una església del municipi de Montagut i Oix (Garrotxa) inclosa en l'Inventari del Patrimoni Arquitectònic de Catalunya.

## Descripció
L'església parroquial del poble d'Oix s'emplaça a l'extrem sud de la població amb la façana nord formant mitgera amb altres edificacions. És una construcció romànica, existent ja al segle x, que va ser modificada en èpoques posteriors per necessitats d'ordre defensiu. D'una sola nau amb volta de canó apuntada, té un absis semicircular a llevant que fou sobrealçat. Presenta fris de dents de serra trencat per mènsules ornamentades, cornisa i finestra central amb dos arcs en degradació. A migjorn hi ha una cornisa, dues finestres i la porta d'entrada, restituïda en la restauració. Presenta diversos arcs en degradació i llinda. A migdia, també trobem quatre cartel·les alineades que en temps passats havien sostingut una galilea romànica. El campanar d'espadanya de doble obertura, ara convertit en una torre, s'assenta sobre la façana oest.
La porta de fusta clavetejada amb forrellat decorat amb motius geomètrics i amb forma de cap de drac no és la pròpia sinó que pertanyia a l'església de Santa Maria de Castellar de la Muntanya.
La pica baptismal conservada a l'interior del temple, és d'època romànica. Té forma d'olla, i presenta unes característiques senzilles sense cap tipus d'ornamentació. Les seves mides són; 100 cm de diàmetre, 125 cm d'alçada total i 105 d'alçada sense la base.
L'escut d'armes de la noble família de Barutell, es conserva a l'interior del temple. La família, en el decurs del segle xv, va deixar el castell de Bestrecà i es traslladà al poble d'Oix. L'escut fou descobert per Miquel Oliva i Prat, en ocasió dels treballs portats a terme a l'església de Sant Andreu de Bestrecà l'any 1957.
L'escut presenta una barra en diagonal, damunt la qual hi ha un gos amb la cua dreta i collar al coll. Tot està envoltat per elements vegetals estilitzats i un casc.

## Història
La notícia documental més antiga que tenim és de l'any 937 esmentant el temple com el de "Sancti Laurentii de Evo". La toponímia passà a convertir-se posteriorment en "Evol" (1017), "Uxo" (1213) i "Uxio" (1362).
A mitjans del segle xviii, amb ocasió d'una visita pastoral a Oix, el Bisbe de Girona, Baltasar de Bastero i Leó, ordenà que es destruís la trona de pedra existent i es canviés per una de fusta i, també, va fer destruir un relleu molt indecent que hi havia al presbiteri, segurament una representació d'Adam i Eva.
L'origen de la porta, cal cercar-lo al poble de Castellar de la Muntanya, al municipi de la Vall de Bianya. Fins a l'any 1977 la porta era situada a la façana oest, sota el campanar. Amb motiu de les obres de restauració, es va obrir de nou la porta romànica de la façana de migdia.